# Mistrovství Evropy v judu 2016 – ženy – lehká váha (-57 kg)
Zápasy v judu na mistrovství Evropy v kategorii lehkých vah žen proběhly v Kazani, 21. dubna 2016.

## Finále
| finále           |                  |
| ---------------- | ---------------- |
| Ivelina Ilievová | Automne Paviaová |
| Automne Paviaová | Automne Paviaová |

## Opravy / O bronz
Poražení čtvrtfinalisté se utkávají mezi sebou v opravách. Vítězové oprav následně vyzvou poražené semifinalisty v boji o bronzovou medaili.
| opravy                  | o bronz                 |                         |
| ----------------------- | ----------------------- | ----------------------- |
| Viola Wächterová        | Timna Nelsonová Levyová | Timna Nelsonová Levyová |
| Timna Nelsonová Levyová | Timna Nelsonová Levyová | Timna Nelsonová Levyová |
|                         | Hélene Receveauxová     | Timna Nelsonová Levyová |
| Nekoda Davisová         | Nekoda Davisová         | Nora Gjakovaová         |
| Miryam Roperová         | Nekoda Davisová         | Nora Gjakovaová         |
|                         | Nora Gjakovaová         | Nora Gjakovaová         |

## Pavouk
|   | 1/32                    | 1/16                    | čtvrtfinále             | semifinále          | finále           |
| - | ----------------------- | ----------------------- | ----------------------- | ------------------- | ---------------- |
| A | volný los               | Corina Căprioriuová     | Ivelina Ilievová        | Ivelina Ilievová    | Ivelina Ilievová |
| A | volný los               | Corina Căprioriuová     | Ivelina Ilievová        | Ivelina Ilievová    | Ivelina Ilievová |
| A | Salome Abašidze         | Ivelina Ilievová        | Ivelina Ilievová        | Ivelina Ilievová    | Ivelina Ilievová |
| A | Ivelina Ilievová        | Ivelina Ilievová        | Ivelina Ilievová        | Ivelina Ilievová    | Ivelina Ilievová |
| A | Viola Wächterová        | Viola Wächterová        | Viola Wächterová        | Ivelina Ilievová    | Ivelina Ilievová |
| A | Jovana Rogićová         | Viola Wächterová        | Viola Wächterová        | Ivelina Ilievová    | Ivelina Ilievová |
| A | Sanne Verhagenová       | Sanne Verhagenová       | Viola Wächterová        | Ivelina Ilievová    | Ivelina Ilievová |
| A | Manon Durbachová        | Sanne Verhagenová       | Viola Wächterová        | Ivelina Ilievová    | Ivelina Ilievová |
| B | volný los               | Hedvig Karakasová       | Timna Nelsonová Levyová | Nora Gjakovaová     | Ivelina Ilievová |
| B | volný los               | Hedvig Karakasová       | Timna Nelsonová Levyová | Nora Gjakovaová     | Ivelina Ilievová |
| B | Anna Borowská           | Timna Nelsonová Levyová | Timna Nelsonová Levyová | Nora Gjakovaová     | Ivelina Ilievová |
| B | Timna Nelsonová Levyová | Timna Nelsonová Levyová | Timna Nelsonová Levyová | Nora Gjakovaová     | Ivelina Ilievová |
| B | volný los               | Sabrina Filzmoserová    | Nora Gjakovaová         | Nora Gjakovaová     | Ivelina Ilievová |
| B | volný los               | Sabrina Filzmoserová    | Nora Gjakovaová         | Nora Gjakovaová     | Ivelina Ilievová |
| B | Nora Gjakovaová         | Nora Gjakovaová         | Nora Gjakovaová         | Nora Gjakovaová     | Ivelina Ilievová |
| B | Darija Mežecká          | Nora Gjakovaová         | Nora Gjakovaová         | Nora Gjakovaová     | Ivelina Ilievová |
| C | volný los               | Hélene Receveauxová     | Hélene Receveauxová     | Hélene Receveauxová | Automne Paviaová |
| C | volný los               | Hélene Receveauxová     | Hélene Receveauxová     | Hélene Receveauxová | Automne Paviaová |
| C | Jaione Equisoainová     | Emilie Amaronová        | Hélene Receveauxová     | Hélene Receveauxová | Automne Paviaová |
| C | Emilie Amaronová        | Emilie Amaronová        | Hélene Receveauxová     | Hélene Receveauxová | Automne Paviaová |
| C | Nekoda Davisová         | Nekoda Davisová         | Nekoda Davisová         | Hélene Receveauxová | Automne Paviaová |
| C | Taťjana Kazeňuková      | Nekoda Davisová         | Nekoda Davisová         | Hélene Receveauxová | Automne Paviaová |
| C | Arleta Podolaková       | Arleta Podolaková       | Nekoda Davisová         | Hélene Receveauxová | Automne Paviaová |
| C | Loredana Ohaiová        | Arleta Podolaková       | Nekoda Davisová         | Hélene Receveauxová | Automne Paviaová |
| D | volný los               | Automne Paviaová        | Automne Paviaová        | Automne Paviaová    | Automne Paviaová |
| D | volný los               | Automne Paviaová        | Automne Paviaová        | Automne Paviaová    | Automne Paviaová |
| D | Camila Minakawaová      | Maria Centracchiová     | Automne Paviaová        | Automne Paviaová    | Automne Paviaová |
| D | Maria Centracchiová     | Maria Centracchiová     | Automne Paviaová        | Automne Paviaová    | Automne Paviaová |
| D | Miryam Roperová         | Miryam Roperová         | Miryam Roperová         | Automne Paviaová    | Automne Paviaová |
| D | Šušana Gevonďanová      | Miryam Roperová         | Miryam Roperová         | Automne Paviaová    | Automne Paviaová |
| D | Viktoria Majorošová     | Viktoria Majorošová     | Miryam Roperová         | Automne Paviaová    | Automne Paviaová |
| D | Taňa Božovićová         | Viktoria Majorošová     | Miryam Roperová         | Automne Paviaová    | Automne Paviaová |